# Il re del castello
Il re del castello è un album de il Balletto di Bronzo pubblicato nel 1990.
Si tratta di una raccolta di rarità e inediti risalenti agli anni 1969 e 1970.

## Storia del disco
Nel 1990 la rivista musicale Raro! pubblica il disco Il re del castello che racchiude alcune incisioni della prima formazione del gruppo, risalenti al periodo 1969-1970: per la precisione alcuni brani registrati durante le session di Sirio 2222 ma non inclusi nell'album (Accidenti, Il re del castello, versione strumentale del brano Cominciò per gioco apparso come lato B del singolo Neve calda, e una versione strumentale di Neve calda) e quattro canzoni incise in spagnolo (tra cui una cover di Eternità dei Camaleonti).

## Tracce
1. Accidenti – 3:13
2. Il re del castello – 4:26
3. Neve calda – 2:55
4. Accidenti – 3:13
5. Nieve calda – 2:55
6. Sì, mama mama – 3:36
7. Eternità – 2:47